# سيلينة رمادية
السيلينة الرمادية (باللاتينية: Silene grisea) نوع نباتي يتبع جنس السيلينة من الفصيلة القرنفلية.

## الموئل والانتشار
موطنها بلاد الشام.